# Bad Homburg vor der Höhe
Bad Homburg vor der Höhe é uma cidade localizada no estado de Hessen, na Alemanha.